# Igor Slobodník

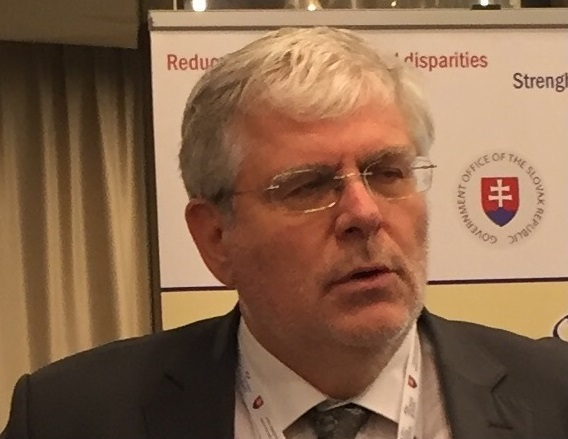
Igor Slobodník, 2015

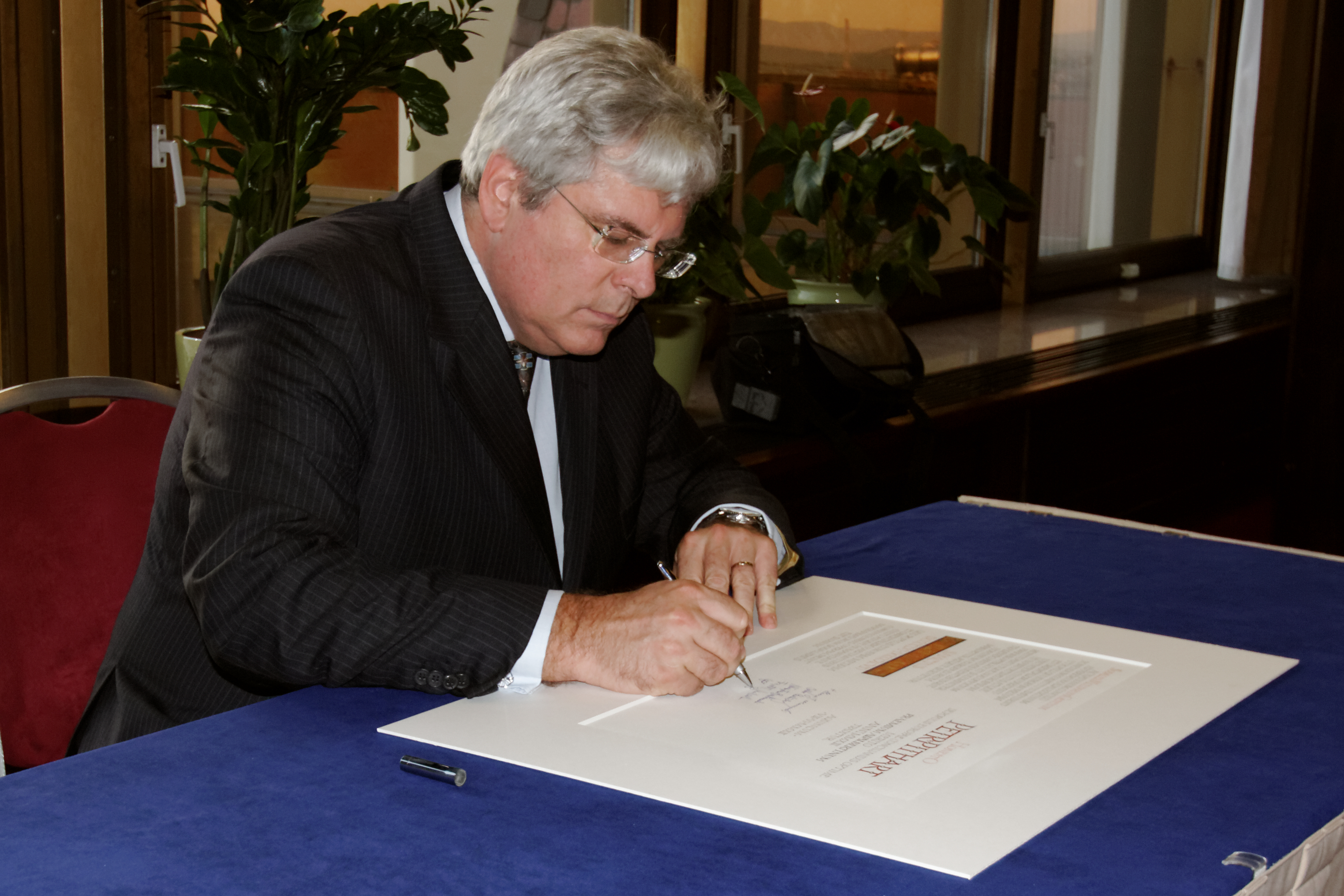
2013 als slowakischer Botschafter in Deutschland

Igor Slobodník (* 23. Oktober 1962 in Bratislava) ist ein slowakischer Diplomat.

## Leben
Von 1977 bis 1981 besuchte er in Bratislava ein Gymnasium und studierte dann in seiner Heimatstadt an der Comenius-Universität. In der Zeit von 1985 bis 1986 arbeitete er als Redakteur bei der Tschechoslowakischen Presseagentur (ČSTK). Von April 1986 bis März 1987 leistete er seinen Wehrdienst. In den Jahren 1987 bis 1992 war er, zuletzt als Chefredakteur, bei der Wochenzeitung Výber tätig.
Slobodníks diplomatische Laufbahn begann 1992 als Privatsekretär des tschechoslowakischen Außenministers in Prag. Er war dann in verschiedenen Funktionen für das slowakische Außen- und für das Verteidigungsministerium tätig. 1993 wurde er stellvertretender Leiter der slowakischen Botschaft in Dänemark. Im Jahr 1997 wurde er slowakischer Botschafter im Vereinigten Königreich in London, ging dann jedoch 2001 als politischer Direktor im Verteidigungsministerium wieder zurück in die Slowakei. 2004 wurde er ständiger Vertreter der Slowakei beim Nordatlantikrat der NATO, bis er 2008 die Funktion des politischen Direktors im Außenministerium übernahm. 2010 bis 2015 wirkte er als Botschafter in Deutschland. Es schloss sich eine Tätigkeit als Staatssekretär im Außenministerium an. Dort war er neben der Sicherheitspolitik auch für die äußeren Beziehung, die Außenwirtschaft, Entwicklungshilfe und die internationalen Organisationen zuständig. 2016 war er im Büro des Außenministers tätig, bis er im August 2017 als slowakischer Botschafter in Frankreich nach Paris entsandt wurde.
Er ist verheiratet und Vater zweier Söhne. Neben Slowakisch spricht er auch Dänisch, Deutsch, Englisch, Französisch, Polnisch und Russisch.